# Senzala

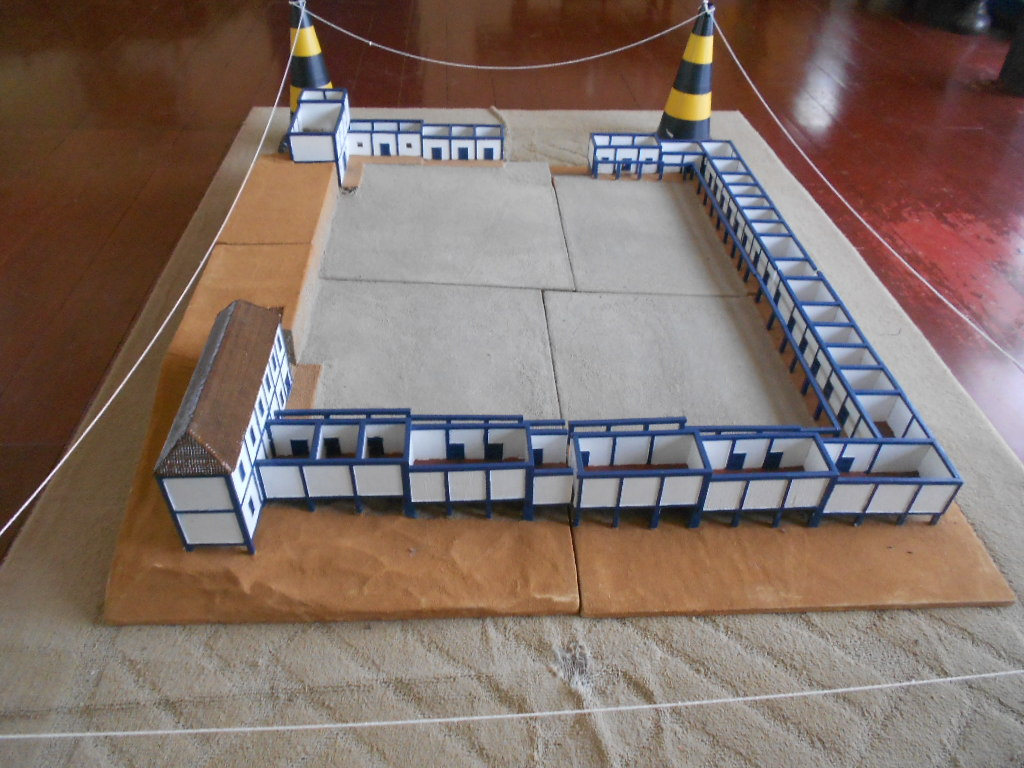
Maqueta representando una senzala en la Hacienda del Ciclo del Café, en Barra del Piraí, en Río de Janeiro, en Brasil

Las senzalas eran lugares de hacinamiento que se destinaban como vivienda de los esclavos en los ingenios y haciendas de Brasil colonial y del Imperio de Brasil entre los siglos XVI y XIX.

## Etimología
"Senzala" se originó del término quimbundo sanzala a través de disimilación. El origen del término es africano, siendo sinónimo de "morada", "habitación". Es un término conocido desde la segunda mitad del siglo XVI.

## Descripción
Era lo que Joaquim Nabuco decía ser "el gran palomar negro". Siempre, en su frente, había un gran árbol seco con una cuerda para ahorcar y azotar a los negros, llamado picota. Como los negros eran considerados por los europeos como maldecidos por Dios y seres sin alma, los dueños de la hacienda se hallaban en el derecho de castigarlos pues creían que, haciendo eso, ganarían una bendición de Dios. Además de, con eso, infundir miedo en los esclavos, ya que todos los castigos se realizaban frente de todos los habitantes de la senzala. Las senzalas tenían grandes ventanas con grandes rejas y sus habitantes solo salían de allá para trabajar e ir a la misa. Los esclavos prácticamente siempre dormían sobre paja o en suelo duro de tierra batida. Los hombres vivían separados de las mujeres y de los niños.
Existieron durante toda la fase de esclavitud (entre los siglos XVI y XIX) y eran construidas dentro de la unidad de producción (ingenio, mina de oro y hacienda de café). Las senzalas eran almacenes de porte medio o grande  donde los esclavos pasaban la noche. Muchas veces, los esclavos eran atados dentro de las senzalas para evitar las fugas. Las senzalas tenían grandes ventanas, acostumbraban a ser rústicas, mal ventiladas (poseían pocas ventanas) y nada confortables. Eran construcciones muy simples hechas generalmente de madera y barro y no poseían divisorias.

## Actualmente
Algunas haciendas del interior de Brasil preservaron estas senzalas, que, hoy, son visitadas como puntos turísticos. Muestran un aspecto muy importante de la historia del país.
Actualmente, algunas antiguas haciendas de café situadas en la Región Sudeste de Brasil aún conservan senzalas que pueden ser visitadas por turistas. En el Valle de Paraíba, hay numerosas sedes de propiedades rurales utilizadas para la filmación de telenovelas, sobre todo en los municipios fluminenses de Vassouras, Valença y Cantagalo.